# Rutidea membranacea
Rutidea membranacea är en måreväxtart som beskrevs av William Philip Hiern. Rutidea membranacea ingår i släktet Rutidea och familjen måreväxter. Inga underarter finns listade i Catalogue of Life.